# Margareta av Lothringen
Margareta av Lothringen, född 1615, död 1672, var en fransk prinsessa, hertiginna av Orléans; gift med den franska prinsen Gaston av Orléans, hertig av Orleans. Dotter till hertig Frans II av Lothringen och Christina av Salm.

## Biografi
Margareta blev efter sin mors död 1627 uppfostrad hos sin faster Katarina av Lothringen i klostret Remiremont, där hon fick titeln coadjutrix. Hon mötte Gaston av Orléans, bror och arvtagare till Frankrikes kung, i Nancy under hans exil 1629. Gaston blev förälskad i henne och kallade henne ängel. Under de pågående konflikterna mellan Gaston och hans bror kungen, slöts ett förbund mellan Gaston och Margaretas bror hertigen av Lothringen, som gav Gaston en tillflykt i Lothringen. 
1632 gifte sig paret utan kungens godkännande men med tillåtelse från Margaretas bror och Gastons mor, Maria av Medici, som levde i Bryssel i konflikt med sin son kungen. Parisparlamentet förklarade äktenskapet ogiltigt och Lothringen invaderades av Frankrike. Margareta flydde till de Spanska Nederländerna utklädd till man och fick beskydd av regenten Isabella Clara Eugenia av Spanien. 
Hennes man fick 1634 tillåtelse att återvända till Frankrike, men kungen vägrade länge erkänna äktenskapet och gav inte förrän tillstånd till Margareta att komma till hovet förrän på sin dödsbädd 1643. 
Margareta återvände till Frankrike 1643 och blev då den andra damen i rang vid det franska hovet med titeln Madame utan övriga tillägg. Hon beskyddade La Fontaine, vars mor var hennes hovdam, stödde maken under Fronden men glömde inte den franska ockupationen av hennes hemland Lothringen. Hon deltog dock aldrig aktivt i hovlivet på grund av sin agorafobi. Vid makens död 1660 bodde hon i Palais du Luxembourg. 
Margareta motsatte sig 1661 sin dotter Margareta Lovisas giftermål med storhertigen av Toscana, Cosimo III de' Medici, och hade hellre sett ett äktenskap med Karl V, hertig av Lorraine. År 1670 motsatte hon sig den franska invasionen av Lothringen, vilket irriterade Ludvig XIV. Samma år var hon en av dem som fick kungen att dra tillbaka sitt stöd åt hennes styvdotter Anne Marie Louise av Orléans tilltänkta kärleksäktenskap på grund av skillnaden i rang, något som förvärrade den redan dåliga relationen till styvdottern.

## Barn
- Marguerite Louise (1645-1721), gift med Cosimo III de' Medici, storhertig av Toscana.
- Elisabeth Marguerite av Orleans (1646-1696), hertiginna av Alençon, gift med Louis Joseph av Guise.
- Françoise Madeleine av Orléans (1648-1664), gift med Karl Emanuel II av Savojen.
- Jean Gaston (1650-1652), hertig av Valois.
- Marie Anne (1652-1695), Mademoiselle de Chartres.